# Aurelie Sayres
Aurelie Sayres (ur. 21 września 1977) – amerykańska snowboardzistka. Nie startowała na igrzyskach olimpijskich ani na mistrzostwach świata w snowboardzie. Najlepsze wyniki w Pucharze Świata osiągnęła w sezonie 1996/1997, kiedy to zajęła 59. miejsce w klasyfikacji generalnej.
W 2002 r. zakończyła karierę.

## Sukcesy

### Puchar Świata

#### Miejsca w klasyfikacji generalnej
- 1996/1997 - 59.
- 1998/1999 - 92.

#### Miejsca na podium
1. Mount Bachelor – 8 lutego 1997 (Halfpipe) - 2. miejsce